# Sławomir Nitras
Sławomir Witold Nitras (ur. 26 kwietnia 1973 w Połczynie-Zdroju) – polski politolog i polityk, poseł na Sejm V, VI, VIII, IX i X kadencji (2005–2009, od 2015), poseł do Parlamentu Europejskiego VII kadencji (2009–2014), w latach 2014–2015 główny doradca premier Ewy Kopacz, w latach 2023–2025 minister sportu i turystyki w trzecim rządzie Donalda Tuska.

## Życiorys
W 1998 ukończył studia w zakresie politologii na Wydziale Humanistycznym Uniwersytetu Szczecińskiego. W latach 1997–1998 pracował jako asystent w Instytucie Politologii i Filozofii US.
Od 1998 do 1999 był dyrektorem gabinetu wojewody koszalińskiego. W latach 1999–2002 zasiadał w zarządzie Koszalińskich Kopalni Surowców Mineralnych „Kruszywa Koszalin” S.A. Kolejne trzy lata zajmował się prowadzeniem prywatnej działalności gospodarczej.
Od 1991 do 1995 był członkiem Unii Polityki Realnej, w latach 1997–2001 należał do Stronnictwa Konserwatywno-Ludowego. W 2001 przystąpił do Platformy Obywatelskiej – w okresie 2006–2010 zasiadał w zarządzie krajowym tej partii i był jej wiceprzewodniczącym w regionie zachodniopomorskim, ponadto od grudnia 2003 do października 2013 przewodniczył PO w Szczecinie. W 2020 ponownie zasiadł w zarządzie partii.
W latach 1998–2002 był radnym sejmiku zachodniopomorskiego wybranym z ramienia AWS. Bez powodzenia ubiegał się o reelekcję z listy POPiS. W wyborach parlamentarnych w 2005 i 2007 uzyskiwał mandat poselski w okręgu szczecińskim na Sejm V i VI kadencji jako kandydat PO. W 2007 otrzymał 65 993 głosów (najlepszy indywidualny wynik w okręgu). Podczas obu kadencji był członkiem Komisji Skarbu Państwa, w VI kadencji pracował także w Komisji Gospodarki oraz Komisji Nadzwyczajnej „Przyjazne Państwo”. W trakcie kampanii samorządowej w 2006 przegrał proces wyborczy z kandydatką PiS na prezydenta Szczecina Teresą Lubińską, której zarzucał wyrażenie jako minister finansów zgody na umorzenie zadłużenia podatkowego posłowi Samoobrony.
W wyborach do Parlamentu Europejskiego w 2009 został wybrany na posła do Parlamentu Europejskiego w okręgu gorzowskim z pierwszego miejsca na liście, uzyskując 107 413 głosów. W PE należał do grupy Europejskiej Partii Ludowej, a także m.in. do Komisji Gospodarczej i Monetarnej i delegacji PE ds. współpracy z Rosją. W 2014 nie ubiegał się o reelekcję. 2 grudnia tego samego roku został głównym doradcą w gabinecie politycznym premier Ewy Kopacz.
W wyborach parlamentarnych w 2015 uzyskał mandat posła VIII kadencji, otrzymując 20 930 głosów. Został przewodniczącym Delegacji Sejmu i Senatu RP do Zgromadzenia Parlamentarnego OBWE. W listopadzie 2016 został powołany na stanowisko wiceministra spraw zagranicznych w gabinecie cieni utworzonym przez Platformę Obywatelską. W Sejmie VIII kadencji został członkiem Komisji Spraw Zagranicznych, pracował też w Komisji Gospodarki Morskiej i Żeglugi Śródlądowej (2015–2018).
W marcu 2018 został ogłoszony wspólnym kandydatem Platformy Obywatelskiej i Nowoczesnej na urząd prezydenta Szczecina w wyborach samorządowych w 2018. W głosowaniu zajął trzecie miejsce z wynikiem 21,8% głosów.
W wyborach parlamentarnych w 2019 kandydował do Sejmu z ramienia Koalicji Obywatelskiej. Uzyskał mandat posła IX kadencji, otrzymując 78 513 głosów, co było najlepszym wynikiem indywidualnym w okręgu. Wyprzedził wówczas startującego z pierwszego miejsca na liście PiS Marka Gróbarczyka o około 19,5 tys. głosów. Zasiadł w Komisji Spraw Zagranicznych i w Komisji ds. Unii Europejskiej.
W kwietniu 2022 Sejm uchylił jego immunitet poselski na wniosek oskarżyciela prywatnego Marka Palarczyka (byłego działacza Kukiz’15), którego zachowanie Sławomir Nitras skrytykował w 2017, gdy Marek Palarczyk miał w Sejmie założony t-shirt z napisami „Rasista Ksenofob Patriota” oraz „Polska bez islamu”.
Przed wyborami parlamentarnymi w 2023 był koordynatorem akcji Obywatelskiej Kontroli Wyborów, do której zapisało się ponad 32 tysiące osób. W tych samych wyborach został ponownie wybrany na posła, zdobywając 90 720 głosów. Zasiadł następnie w Komisji Spraw Zagranicznych. 12 grudnia 2023 Sejm X kadencji wybrał go na urząd ministra sportu i turystyki w trzecim rządzie Donalda Tuska. Następnego dnia został przez prezydenta RP Andrzeja Dudę powołany na to stanowisko. Przed wyborami prezydenckimi w 2025 wszedł w skład sztabu wyborczego Rafała Trzaskowskiego. 24 lipca 2025 zakończył pełnienie funkcji ministra.

## Wyniki w wyborach ogólnopolskich
| Wybory | Komitet wyborczy                  | Komitet wyborczy      | Organ           | Okręg            | Wynik           |
| ------ | --------------------------------- | --------------------- | --------------- | ---------------- | --------------- |
| 2005   |                                   | Platforma Obywatelska | Sejm V kadencji | nr 41            | 14 238 (4,62%)  |
| 2007   | Sejm VI kadencji                  | Platforma Obywatelska | 65 776 (30,61%) | nr 41            |                 |
| 2009   | Parlament Europejski VII kadencji | Platforma Obywatelska | nr 13           | 107 413 (24,27%) |                 |
| 2015   | Sejm VIII kadencji                | Platforma Obywatelska | nr 41           | 20 930 (5,50%)   |                 |
| 2019   |                                   | Koalicja Obywatelska  | nr 41           | Sejm IX kadencji | 78 513 (16,69%) |
| 2023   | Sejm X kadencji                   | Koalicja Obywatelska  | nr 41           | 90 720 (16,37%)  |                 |

## Życie prywatne
Żonaty z Irminą, ma dwie córki: Natalię i Kornelię.